# Andrei Agius
Andrei Agius (Pietà, 12 agosto 1986) è un ex calciatore maltese, di ruolo difensore.

## Carriera

### Club
Cresciuto nel Santa Lucia, passò allo Sliema Wanderers con cui, il 19 dicembre 2003, debuttò contro il Floriana. Passò quindi al club serbo FK Zemun e successivamente arrivò in Italia, allo Sporting Mascalucia. Nell'estate del 2005 il Messina lo ingaggiò per la squadra Primavera, con cui partecipò al 58º Torneo Mondiale di Calcio Coppa Carnevale in cui segnò contro la Pistoiese ed il Torino. Fu quindi prestato al Martina Franca e quindi all'Igea Virtus. Svincolato il 16 luglio 2009, il calciatore ha firmato un contratto biennale con la Salernitana (Serie B), che lo ha girato in comproprietà alla società satellite del Cassino.
In seguito, nel mercato di gennaio, avendo giocato poco nella squadra laziale, viene ceduto con la formula del prestito fino a giugno 2010 al Melfi (Seconda Divisione). Con i giallo-verdi disputa quasi tutte le partite nel girone di ritorno, riscuotendo ottimi risultati sia a livello personale che di squadra, e diventa quindi un pilastro fondamentale nella difesa lucana. Per questo motivo la dirigenza melfitana lo riscatta definitivamente dalla Salernitana, facendogli firmare un contratto biennale. Durante la sessione del calciomercato invernale, però, viene ceduto in prestito secco fino a giugno al Birkirkara, squadra che milita nella BOV Premier League (la Serie A maltese).
Il 30 giugno 2011 fa il suo esordio in Europa League, disputando la gara d'andata del primo turno in casa contro gli albanesi del Vllaznia, persa dal Birkirkara per 1 a 0.
Il 31 agosto 2011, nell'ultimo giorno del calciomercato italiano, si trasferisce a titolo definitivo al Latina che disputerà il campionato di Prima Divisione in Lega Pro.. Con il club laziale, nella stagione 2012-2013, conquista la Serie B; non riconfermato tra i cadetti, passa alla Torres, neopromossa in Seconda Divisione. Nel mercato di riparazione, viene ceduto ai laziali dell'Aprilia, militanti nel girone B della seconda divisione. A giugno 2014 torna in Patria per vestire la maglia dell'Hibernians nella massima serie Maltese, con il quale ha vinto due campionati nazionali. Nel 2019, dopo aver terminato l'annata al secondo posto con la propria squadra, ha ricevuto il premio come calciatore maltese dell'anno.

### Nazionale
Ha debuttato in Nazionale il 25 febbraio 2006 allo stadio Ta' Qali, di Ta' Qali, a Malta, giocando contro la Moldavia.
Il 4 giugno 2021 raggiunge quota 100 presenze in nazionale nell'amichevole persa 1-2 contro il Kosovo, diventando il settimo maltese a raggiungere tale traguardo.
Si ritira ufficialmente dalla nazionale isolana il 25 marzo 2022, giocando la sua ultima partita in una amichevole contro l'Azerbaigian e chiudendo la sua carriera con un totale di 103 presenze e 6 reti.

## Statistiche

### Presenze e reti nei club
| Stagione           | Squadra            | Campionato         | Campionato | Campionato | Coppe nazionali | Coppe nazionali | Coppe nazionali | Coppe continentali | Coppe continentali | Coppe continentali | Altre coppe | Altre coppe | Altre coppe | Totale | Totale |
| Stagione           | Squadra            | Comp               | Pres       | Reti       | Comp            | Pres            | Reti            | Comp               | Pres               | Reti               | Comp        | Pres        | Reti        | Pres   | Reti   |
| ------------------ | ------------------ | ------------------ | ---------- | ---------- | --------------- | --------------- | --------------- | ------------------ | ------------------ | ------------------ | ----------- | ----------- | ----------- | ------ | ------ |
| 2007-2008          | Igea Virtus        | C2                 | 32         | 0          | CI-C            | 0               | 0               | -                  | -                  | -                  | -           | -           | -           | 32     | 0      |
| 2008-2009          | Igea Virtus        | 2D                 | 29         | 0          | CI-LP           | 0               | 0               | -                  | -                  | -                  | -           | -           | -           | 29     | 0      |
| Totale Igea Virtus | Totale Igea Virtus | Totale Igea Virtus | 61         | 0          |                 | 0               | 0               |                    | -                  | -                  |             | -           | -           | 61     | 0      |
| 2009-gen. 2010     | Cassino            | 2D                 | 8          | 0          | CI-LP           | 2               | 0               | -                  | -                  | -                  | -           | -           | -           | 10     | 0      |
| gen.-giu. 2010     | Melfi              | 2D                 | 16         | 0          | CI-LP           | -               | -               | -                  | -                  | -                  | -           | -           | -           | 16     | 0      |
| 2010-gen. 2011     | Melfi              | 2D                 | 9          | 0          | CI-LP           | 2               | 0               | -                  | -                  | -                  | -           | -           | -           | 11     | 0      |
| Totale Melfi       | Totale Melfi       | Totale Melfi       | 25         | 0          |                 | 2               | 0               |                    | -                  | -                  |             | -           | -           | 27     | 0      |
| gen.-giu. 2011     | Birkirkara         | PL                 | 3+9        | 1          | CM              | 2               | 0               | UCL                | -                  | -                  | SM          | -           | -           | 14     | 1      |
| ago. 2011          | Birkirkara         | PL                 | 0          | 0          | CM              | 0               | 0               | UEL                | 1                  | 0                  | -           | -           | -           | 1      | 0      |
| Totale Birkirkara  | Totale Birkirkara  | Totale Birkirkara  | 3+9        | 1          |                 | 2               | 0               |                    | 1                  | 0                  |             | -           | -           | 15     | 1      |
| ago. 2011-2012     | Latina             | 1D                 | 14+2       | 0          | CI+CI-LP        | 0+3             | 0               | -                  | -                  | -                  | -           | -           | -           | 19     | 0      |
| 2012-2013          | Latina             | 1D                 | 17+2       | 0          | CI-LP           | 9               | 1               | -                  | -                  | -                  | -           | -           | -           | 28     | 1      |
| Totale Latina      | Totale Latina      | Totale Latina      | 31+4       | 0          |                 | 12              | 1               |                    | -                  | -                  |             | -           | -           | 47     | 1      |
| 2013-gen. 2014     | Torres             | 2D                 | 16         | 1          | CI-LP           | 2               | 0               | -                  | -                  | -                  | -           | -           | -           | 18     | 1      |
| gen.-giu. 2014     | Aprilia            | 2D                 | 14         | 0          | CI-LP           | -               | -               | -                  | -                  | -                  | -           | -           | -           | 14     | 0      |
| 2014-2015          | Hibernians         | PL                 | 19+10      | 1+2        | CM              | 4               | 1               | UEL                | -                  | -                  | -           | -           | -           | 33     | 4      |
| 2015-2016          | Hibernians         | PL                 | 18+11      | 4+1        | CM              | 2               | 1               | UCL                | 2                  | 0                  | SM          | 1           | 0           | 34     | 6      |
| 2016-2017          | Hibernians         | PL                 | 32         | 1          | CM              | 1               | 0               | UEL                | 2                  | 0                  | -           | -           | -           | 35     | 1      |
| 2017-2018          | Hibernians         | PL                 | 24         | 1          | CM              | 3               | 0               | UCL                | 3                  | 0                  | SM          | 1           | 0           | 31     | 1      |
| 2018-2019          | Hibernians         | PL                 | 26+1       | 4          | CM              | 2               | 0               | -                  | -                  | -                  | -           | -           | -           | 29     | 4      |
| 2019-2020          | Hibernians         | PL                 | 19         | 1          | CM              | 3               | 2               | UEL                | 2                  | 0                  | -           | -           | -           | 24     | 3      |
| 2020-2021          | Hibernians         | PL                 | 22         | 2          | CM              | 2               | 0               | UEL                | 2                  | 0                  | -           | -           | -           | 26     | 2      |
| 2021-2022          | Hibernians         | PL                 | 21+5       | 0          | CM              | 3               | 0               | UCL+UECL           | 2+4                | 0+1                | -           | -           | -           | 35     | 1      |
| 2022-2023          | Hibernians         | PL                 | 4          | 0          | CM              | 0               | 0               | UCL+UECL           | 0                  | 0                  | -           | -           | -           | 4      | 0      |
| Totale Hibernians  | Totale Hibernians  | Totale Hibernians  | 185+27     | 14+3       |                 | 20              | 4               |                    | 17                 | 1                  |             | 2           | 0           | 251    | 22     |
| Totale carriera    | Totale carriera    | Totale carriera    | 384        | 19         |                 | 40              | 5               |                    | 18                 | 1                  |             | 2           | 0           | 444    | 25     |

### Cronologia presenze e reti in nazionale
| Cronologia completa delle presenze e delle reti in nazionale ― Malta | Cronologia completa delle presenze e delle reti in nazionale ― Malta | Cronologia completa delle presenze e delle reti in nazionale ― Malta | Cronologia completa delle presenze e delle reti in nazionale ― Malta | Cronologia completa delle presenze e delle reti in nazionale ― Malta | Cronologia completa delle presenze e delle reti in nazionale ― Malta | Cronologia completa delle presenze e delle reti in nazionale ― Malta | Cronologia completa delle presenze e delle reti in nazionale ― Malta |
| Data                                                                 | Città                                                                | In casa                                                              | Risultato                                                            | Ospiti                                                               | Competizione                                                         | Reti                                                                 | Note                                                                 |
| -------------------------------------------------------------------- | -------------------------------------------------------------------- | -------------------------------------------------------------------- | -------------------------------------------------------------------- | -------------------------------------------------------------------- | -------------------------------------------------------------------- | -------------------------------------------------------------------- | -------------------------------------------------------------------- |
| 25-2-2006                                                            | Ta' Qali                                                             | Malta                                                                | 0 – 2                                                                | Moldavia                                                             | Amichevole                                                           | -                                                                    |                                                                      |
| 4-6-2006                                                             | Düsseldorf                                                           | Giappone                                                             | 1 – 0                                                                | Malta                                                                | Amichevole                                                           | -                                                                    | 80’                                                                  |
| 19-11-2008                                                           | Paola                                                                | Malta                                                                | 0 – 1                                                                | Islanda                                                              | Amichevole                                                           | -                                                                    | 65’                                                                  |
| 11-2-2009                                                            | Ta' Qali                                                             | Malta                                                                | 0 – 0                                                                | Albania                                                              | Qual. Mondiali 2010                                                  | -                                                                    |                                                                      |
| 28-3-2009                                                            | Ta' Qali                                                             | Malta                                                                | 0 – 3                                                                | Danimarca                                                            | Qual. Mondiali 2010                                                  | -                                                                    |                                                                      |
| 1-4-2009                                                             | Budapest                                                             | Ungheria                                                             | 3 – 0                                                                | Svezia                                                               | Qual. Mondiali 2010                                                  | -                                                                    |                                                                      |
| 5-6-2009                                                             | Jablonec nad Nisou                                                   | Rep. Ceca                                                            | 1 – 0                                                                | Malta                                                                | Amichevole                                                           | -                                                                    | 46’ 49’                                                              |
| 10-6-2009                                                            | Göteborg                                                             | Svezia                                                               | 4 – 0                                                                | Malta                                                                | Qual. Mondiali 2010                                                  | -                                                                    | 84’                                                                  |
| 12-8-2009                                                            | Ta' Qali                                                             | Malta                                                                | 2 – 0                                                                | Georgia                                                              | Amichevole                                                           | -                                                                    |                                                                      |
| 4-9-2009                                                             | Ta' Qali                                                             | Malta                                                                | 0 – 2                                                                | Capo Verde                                                           | Amichevole                                                           | -                                                                    | 84’                                                                  |
| 18-11-2009                                                           | Paola                                                                | Malta                                                                | 1 – 4                                                                | Bulgaria                                                             | Amichevole                                                           | -                                                                    |                                                                      |
| 3-3-2010                                                             | Ta' Qali                                                             | Malta                                                                | 1 – 2                                                                | Finlandia                                                            | Amichevole                                                           | -                                                                    |                                                                      |
| 13-5-2010                                                            | Aquisgrana                                                           | Germania                                                             | 3 – 0                                                                | Malta                                                                | Amichevole                                                           | -                                                                    |                                                                      |
| 11-8-2010                                                            | Ta' Qali                                                             | Malta                                                                | 1 – 1                                                                | Macedonia                                                            | Amichevole                                                           | -                                                                    |                                                                      |
| 2-9-2010                                                             | Ramat Gan                                                            | Israele                                                              | 3 – 1                                                                | Malta                                                                | Qual. Euro 2012                                                      | -                                                                    |                                                                      |
| 7-9-2010                                                             | Ta' Qali                                                             | Malta                                                                | 0 – 2                                                                | Lettonia                                                             | Qual. Euro 2012                                                      | -                                                                    | 39’                                                                  |
| 8-10-2010                                                            | Tbilisi                                                              | Georgia                                                              | 1 – 0                                                                | Malta                                                                | Qual. Euro 2012                                                      | -                                                                    | 65’                                                                  |
| 9-2-2011                                                             | Ta' Qali                                                             | Malta                                                                | 0 – 0                                                                | Svizzera                                                             | Amichevole                                                           | -                                                                    | 79’                                                                  |
| 26-3-2011                                                            | Ta' Qali                                                             | Malta                                                                | 0 – 1                                                                | Grecia                                                               | Qual. Euro 2012                                                      | -                                                                    |                                                                      |
| 4-6-2011                                                             | Atene                                                                | Grecia                                                               | 3 – 1                                                                | Malta                                                                | Qual. Euro 2012                                                      | -                                                                    |                                                                      |
| 10-8-2011                                                            | Ta' Qali                                                             | Malta                                                                | 2 – 1                                                                | Rep. Centrafricana                                                   | Amichevole                                                           | -                                                                    |                                                                      |
| 2-9-2011                                                             | Ta' Qali                                                             | Malta                                                                | 1 – 3                                                                | Croazia                                                              | Qual. Euro 2012                                                      | -                                                                    |                                                                      |
| 6-9-2011                                                             | Ta' Qali                                                             | Malta                                                                | 1 – 1                                                                | Georgia                                                              | Qual. Euro 2012                                                      | -                                                                    |                                                                      |
| 7-10-2011                                                            | Riga                                                                 | Lettonia                                                             | 2 – 0                                                                | Malta                                                                | Qual. Euro 2012                                                      | -                                                                    | 90+1’                                                                |
| 11-10-2011                                                           | Ta' Qali                                                             | Malta                                                                | 0 – 2                                                                | Israele                                                              | Qual. Euro 2012                                                      | -                                                                    | 90+2’                                                                |
| 29-2-2012                                                            | Ta' Qali                                                             | Malta                                                                | 2 – 1                                                                | Liechtenstein                                                        | Amichevole                                                           | -                                                                    | 8’ 84’                                                               |
| 2-6-2012                                                             | Lussemburgo                                                          | Lussemburgo                                                          | 0 – 2                                                                | Malta                                                                | Amichevole                                                           | -                                                                    | 74’                                                                  |
| 14-8-2012                                                            | Serravalle                                                           | San Marino                                                           | 2 – 3                                                                | Malta                                                                | Amichevole                                                           | 1                                                                    |                                                                      |
| 7-9-2012                                                             | Ta' Qali                                                             | Malta                                                                | 0 – 1                                                                | Armenia                                                              | Qual. Mondiali 2014                                                  | -                                                                    |                                                                      |
| 11-9-2012                                                            | Modena                                                               | Italia                                                               | 2 – 0                                                                | Malta                                                                | Qual. Mondiali 2014                                                  | -                                                                    |                                                                      |
| 12-10-2012                                                           | Plzeň                                                                | Rep. Ceca                                                            | 3 – 1                                                                | Malta                                                                | Qual. Mondiali 2014                                                  | -                                                                    |                                                                      |
| 14-11-2012                                                           | Vaduz                                                                | Liechtenstein                                                        | 0 – 1                                                                | Malta                                                                | Amichevole                                                           | -                                                                    |                                                                      |
| 6-2-2013                                                             | Ta' Qali                                                             | Malta                                                                | 0 – 0                                                                | Irlanda del Nord                                                     | Amichevole                                                           | -                                                                    | 46’                                                                  |
| 22-3-2013                                                            | Sofia                                                                | Bulgaria                                                             | 6 – 0                                                                | Malta                                                                | Qual. Mondiali 2014                                                  | -                                                                    | 56’                                                                  |
| 14-8-2013                                                            | Baku                                                                 | Azerbaigian                                                          | 3 – 0                                                                | Malta                                                                | Amichevole                                                           | -                                                                    | 69’                                                                  |
| 6-9-2013                                                             | Ta' Qali                                                             | Malta                                                                | 1 – 2                                                                | Danimarca                                                            | Qual. Mondiali 2014                                                  | -                                                                    | 22’                                                                  |
| 10-9-2013                                                            | Ta' Qali                                                             | Malta                                                                | 1 – 2                                                                | Bulgaria                                                             | Qual. Mondiali 2014                                                  | -                                                                    |                                                                      |
| 11-10-2013                                                           | Ta' Qali                                                             | Malta                                                                | 1 – 4                                                                | Rep. Ceca                                                            | Qual. Mondiali 2014                                                  | -                                                                    | 57’                                                                  |
| 15-10-2013                                                           | Copenaghen                                                           | Danimarca                                                            | 6 – 0                                                                | Malta                                                                | Qual. Mondiali 2014                                                  | -                                                                    | 38’                                                                  |
| 19-11-2013                                                           | Ta' Qali                                                             | Malta                                                                | 3 – 2                                                                | Fær Øer                                                              | Amichevole                                                           | -                                                                    | 30’                                                                  |
| 5-3-2014                                                             | Durazzo                                                              | Albania                                                              | 2 – 0                                                                | Malta                                                                | Amichevole                                                           | -                                                                    |                                                                      |
| 4-6-2014                                                             | Loulé                                                                | Gibilterra                                                           | 1 – 0                                                                | Malta                                                                | Amichevole                                                           | -                                                                    | 82’                                                                  |
| 4-9-2014                                                             | Žilina                                                               | Slovacchia                                                           | 1 – 0                                                                | Malta                                                                | Amichevole                                                           | -                                                                    | 46’                                                                  |
| 9-9-2014                                                             | Zagabria                                                             | Croazia                                                              | 2 – 0                                                                | Malta                                                                | Qual. Euro 2016                                                      | -                                                                    |                                                                      |
| 10-10-2014                                                           | Ta' Qali                                                             | Malta                                                                | 0 – 3                                                                | Norvegia                                                             | Qual. Euro 2016                                                      | -                                                                    | 72’                                                                  |
| 13-10-2014                                                           | Ta' Qali                                                             | Malta                                                                | 0 – 1                                                                | Italia                                                               | Qual. Euro 2016                                                      | -                                                                    |                                                                      |
| 16-11-2014                                                           | Sofia                                                                | Bulgaria                                                             | 1 – 1                                                                | Malta                                                                | Qual. Euro 2016                                                      | -                                                                    |                                                                      |
| 25-3-2015                                                            | Tbilisi                                                              | Georgia                                                              | 2 – 0                                                                | Malta                                                                | Amichevole                                                           | -                                                                    |                                                                      |
| 28-3-2015                                                            | Baku                                                                 | Azerbaigian                                                          | 2 – 0                                                                | Malta                                                                | Qual. Euro 2016                                                      | -                                                                    |                                                                      |
| 8-6-2015                                                             | Ta' Qali                                                             | Malta                                                                | 2 – 0                                                                | Lituania                                                             | Amichevole                                                           | -                                                                    |                                                                      |
| 12-6-2015                                                            | Ta' Qali                                                             | Malta                                                                | 0 – 1                                                                | Bulgaria                                                             | Qual. Euro 2016                                                      | -                                                                    | 11’                                                                  |
| 3-9-2015                                                             | Firenze                                                              | Italia                                                               | 1 – 0                                                                | Malta                                                                | Qual. Euro 2016                                                      | -                                                                    |                                                                      |
| 6-9-2015                                                             | Ta' Qali                                                             | Malta                                                                | 2 – 2                                                                | Azerbaigian                                                          | Qual. Euro 2016                                                      | -                                                                    |                                                                      |
| 10-10-2015                                                           | Oslo                                                                 | Norvegia                                                             | 2 – 0                                                                | Malta                                                                | Qual. Euro 2016                                                      | -                                                                    |                                                                      |
| 13-10-2015                                                           | Ta' Qali                                                             | Malta                                                                | 0 – 1                                                                | Croazia                                                              | Qual. Euro 2016                                                      | -                                                                    |                                                                      |
| 11-11-2015                                                           | Istanbul                                                             | Giordania                                                            | 2 – 0                                                                | Malta                                                                | Amichevole                                                           | -                                                                    |                                                                      |
| 24-3-2016                                                            | Ta' Qali                                                             | Malta                                                                | 0 – 0                                                                | Moldavia                                                             | Amichevole                                                           | -                                                                    |                                                                      |
| 27-5-2016                                                            | Kufstein                                                             | Rep. Ceca                                                            | 6 – 0                                                                | Malta                                                                | Amichevole                                                           | -                                                                    |                                                                      |
| 31-5-2016                                                            | Klagenfurt                                                           | Austria                                                              | 2 – 1                                                                | Malta                                                                | Amichevole                                                           | -                                                                    |                                                                      |
| 31-8-2016                                                            | Pärnu                                                                | Estonia                                                              | 1 – 1                                                                | Malta                                                                | Amichevole                                                           | -                                                                    |                                                                      |
| 4-9-2016                                                             | Ta' Qali                                                             | Malta                                                                | 1 – 5                                                                | Scozia                                                               | Qual. Mondiali 2018                                                  | -                                                                    |                                                                      |
| 8-10-2016                                                            | Londra                                                               | Inghilterra                                                          | 2 – 0                                                                | Malta                                                                | Qual. Mondiali 2018                                                  | -                                                                    |                                                                      |
| 11-10-2016                                                           | Vilnius                                                              | Lituania                                                             | 2 – 0                                                                | Malta                                                                | Qual. Mondiali 2018                                                  | -                                                                    | 43’                                                                  |
| 11-11-2016                                                           | Ta' Qali                                                             | Malta                                                                | 0 – 1                                                                | Slovenia                                                             | Qual. Mondiali 2018                                                  | -                                                                    | 36’                                                                  |
| 15-11-2016                                                           | Ta' Qali                                                             | Malta                                                                | 0 – 2                                                                | Islanda                                                              | Amichevole                                                           | -                                                                    |                                                                      |
| 6-6-2017                                                             | Graz                                                                 | Malta                                                                | 1 – 0                                                                | Ucraina                                                              | Amichevole                                                           | -                                                                    |                                                                      |
| 10-6-2017                                                            | Lubiana                                                              | Slovenia                                                             | 2 – 0                                                                | Malta                                                                | Qual. Mondiali 2018                                                  | -                                                                    |                                                                      |
| 1-9-2017                                                             | Ta' Qali                                                             | Malta                                                                | 0 – 4                                                                | Inghilterra                                                          | Qual. Mondiali 2018                                                  | -                                                                    |                                                                      |
| 4-9-2017                                                             | Glasgow                                                              | Scozia                                                               | 2 – 0                                                                | Malta                                                                | Qual. Mondiali 2018                                                  | -                                                                    |                                                                      |
| 5-10-2017                                                            | Ta' Qali                                                             | Malta                                                                | 1 – 1                                                                | Lituania                                                             | Qual. Mondiali 2018                                                  | 1                                                                    |                                                                      |
| 8-10-2017                                                            | Trnava                                                               | Slovacchia                                                           | 3 – 0                                                                | Malta                                                                | Qual. Mondiali 2018                                                  | -                                                                    |                                                                      |
| 12-11-2017                                                           | Ta' Qali                                                             | Malta                                                                | 0 – 3                                                                | Estonia                                                              | Amichevole                                                           | -                                                                    |                                                                      |
| 22-3-2018                                                            | Ta' Qali                                                             | Malta                                                                | 0 – 1                                                                | Lussemburgo                                                          | Amichevole                                                           | -                                                                    |                                                                      |
| 26-3-2018                                                            | Belek                                                                | Finlandia                                                            | 5 – 0                                                                | Malta                                                                | Amichevole                                                           | -                                                                    |                                                                      |
| 29-5-2018                                                            | Wattens                                                              | Armenia                                                              | 1 – 1                                                                | Malta                                                                | Amichevole                                                           | 1                                                                    |                                                                      |
| 1-6-2018                                                             | Schwaz                                                               | Malta                                                                | 0 – 1                                                                | Georgia                                                              | Amichevole                                                           | -                                                                    |                                                                      |
| 7-9-2018                                                             | Tórshavn                                                             | Fær Øer                                                              | 3 – 1                                                                | Malta                                                                | UEFA Nations League 2018-2019 - 1º turno                             | -                                                                    |                                                                      |
| 10-9-2018                                                            | Ta' Qali                                                             | Malta                                                                | 1 – 1                                                                | Azerbaigian                                                          | UEFA Nations League 2018-2019 - 1º turno                             | 1                                                                    | 51’                                                                  |
| 11-10-2018                                                           | Pristina                                                             | Kosovo                                                               | 3 – 1                                                                | Malta                                                                | UEFA Nations League 2018-2019 - 1º turno                             | 1                                                                    | 90+4’                                                                |
| 14-10-2018                                                           | Baku                                                                 | Azerbaigian                                                          | 1 – 1                                                                | Malta                                                                | UEFA Nations League 2018-2019 - 1º turno                             | -                                                                    | 58’                                                                  |
| 20-11-2018                                                           | Ta' Qali                                                             | Malta                                                                | 1 – 1                                                                | Fær Øer                                                              | UEFA Nations League 2018-2019 - 1º turno                             | -                                                                    | 55’                                                                  |
| 23-3-2019                                                            | Ta' Qali                                                             | Malta                                                                | 2 – 1                                                                | Fær Øer                                                              | Qual. Euro 2020                                                      | -                                                                    | 62’                                                                  |
| 7-6-2019                                                             | Solna                                                                | Svezia                                                               | 3 – 0                                                                | Malta                                                                | Qual. Euro 2020                                                      | -                                                                    | Cap.                                                                 |
| 10-6-2019                                                            | Ta' Qali                                                             | Malta                                                                | 0 – 4                                                                | Romania                                                              | Qual. Euro 2020                                                      | -                                                                    | Cap.                                                                 |
| 5-9-2019                                                             | Oslo                                                                 | Norvegia                                                             | 2 – 0                                                                | Malta                                                                | Qual. Euro 2020                                                      | -                                                                    | Cap.                                                                 |
| 8-9-2019                                                             | Ploiești                                                             | Romania                                                              | 1 – 0                                                                | Malta                                                                | Qual. Euro 2020                                                      | -                                                                    | Cap.                                                                 |
| 12-10-2019                                                           | Ta' Qali                                                             | Malta                                                                | 0 – 4                                                                | Svezia                                                               | Qual. Euro 2020                                                      | -                                                                    | Cap. 66’ (aut.)                                                      |
| 15-10-2019                                                           | Tórshavn                                                             | Fær Øer                                                              | 1 – 0                                                                | Malta                                                                | Qual. Euro 2020                                                      | -                                                                    |                                                                      |
| 15-11-2019                                                           | Cadice                                                               | Spagna                                                               | 7 – 0                                                                | Malta                                                                | Qual. Euro 2020                                                      | -                                                                    | Cap.                                                                 |
| 18-11-2019                                                           | Ta' Qali                                                             | Malta                                                                | 1 – 2                                                                | Norvegia                                                             | Qual. Euro 2020                                                      | -                                                                    |                                                                      |
| 3-9-2020                                                             | Tórshavn                                                             | Fær Øer                                                              | 3 – 2                                                                | Malta                                                                | UEFA Nations League 2020-2021 - 1º turno                             | 1                                                                    | Cap.                                                                 |
| 6-9-2020                                                             | Ta' Qali                                                             | Malta                                                                | 1 – 1                                                                | Lettonia                                                             | UEFA Nations League 2020-2021 - 1º turno                             | -                                                                    | 84’                                                                  |
| 7-10-2020                                                            | Ta' Qali                                                             | Malta                                                                | 2 – 0                                                                | Gibilterra                                                           | Amichevole                                                           | -                                                                    | Cap. 46’                                                             |
| 10-10-2020                                                           | Andorra la Vella                                                     | Andorra                                                              | 0 – 0                                                                | Malta                                                                | UEFA Nations League 2020-2021 - 1º turno                             | -                                                                    | Cap.                                                                 |
| 13-10-2020                                                           | Riga                                                                 | Lettonia                                                             | 0 – 1                                                                | Malta                                                                | UEFA Nations League 2020-2021 - 1º turno                             | -                                                                    | Cap. 65’                                                             |
| 14-11-2020                                                           | Ta' Qali                                                             | Malta                                                                | 3 – 1                                                                | Andorra                                                              | UEFA Nations League 2020-2021 - 1º turno                             | -                                                                    | cap.                                                                 |
| 17-11-2020                                                           | Ta' Qali                                                             | Malta                                                                | 1 – 1                                                                | Fær Øer                                                              | UEFA Nations League 2020-2021 - 1º turno                             | -                                                                    | cap. 84’                                                             |
| 24-3-2021                                                            | Ta' Qali                                                             | Malta                                                                | 1 – 3                                                                | Russia                                                               | Qual. Mondiali 2022                                                  | -                                                                    | cap.                                                                 |
| 30-5-2021                                                            | Klagenfurt am Wörthersee                                             | Irlanda del Nord                                                     | 3 – 0                                                                | Malta                                                                | Amichevole                                                           | -                                                                    | cap.                                                                 |
| 4-6-2021                                                             | Klagenfurt am Wörthersee                                             | Kosovo                                                               | 2 – 0                                                                | Malta                                                                | Amichevole                                                           | -                                                                    | cap. 88’                                                             |
| 7-9-2021                                                             | Mosca                                                                | Russia                                                               | 2 – 0                                                                | Malta                                                                | Qual. Mondiali 2022                                                  | -                                                                    | cap. 86’                                                             |
| 11-11-2021                                                           | Ta' Qali                                                             | Malta                                                                | 1 – 7                                                                | Croazia                                                              | Qual. Mondiali 2022                                                  | -                                                                    | cap.                                                                 |
| 25-3-2022                                                            | Ta' Qali                                                             | Malta                                                                | 1 – 0                                                                | Azerbaigian                                                          | Amichevole                                                           | -                                                                    | cap. 42’                                                             |
| Totale                                                               |                                                                      | Presenze (5º posto)                                                  | 103                                                                  |                                                                      | Reti (6º posto)                                                      | 6                                                                    |                                                                      |

## Palmarès

### Club

#### Competizioni nazionali
- Coppa Italia Lega Pro: 1

Latina: 2012-2013
- Campionato maltese: 3

Hibernians: 2014-2015, 2016-2017, 2021-2022
- Supercoppa di Malta: 1

Hibernians: 2022

### Individuale
- Calciatore maltese dell'anno: 1

2019